# Jan Both
Jan Both o Jan Dirkszoon Both (Utrecht, 1618 - Utrecht, agost de 1652) fou un pintor i gravador neerlandès, que va pertànyer a l'Edat d'Or holandesa, d'escenes de paisatge.

## Biografia
Fill de Dirck Both, pintor de vidrieres de Montfoort, es forma junt amb el seu germà Andries, també pintor, al taller d'Abraham Bloemaert.
Cap a 1638, Jan es trasllada a Roma, on es reuneix amb el seu germà Adries. Jan i el seu germà van participar també en un dels grans projectes decoratius del segle: el nou Palau del Buen Retiro de Madrid. Juntament amb altres pintors com ara els francesos Poussin, Claude Lorrain i Gaspard Dughet, i el neerlandès Herman van Swanevelt, Both produeix (1639-41) diversos paisatges de gran format per al palau. Es conserven al Museu del Prado, encara que alguns se li atribuïen per errada i són realment de Swanevelt. El mencionat museu ha catalogat les obres de tots dos i les ha difoses en una exposició a la fi de 2009.
El 1641, Jan i Andries abandonen Roma per tornar al seu país, però a Venècia, Andries cau en un canal i mor ofegat. Jan torna a Utretch sol, on morirà el 1652.

## Característiques de la seva obra
Els paisatges de Both es diferencien dels habituals a Holanda per un predomini del volum sobre el detall, i un efecte més monumental. Both s'inclina, a més a més, per una llum daurada que delata la influència de Claude Lorrain, l'èxit del qual arrencava en aquells anys. Es creia que Jan i Andries produïen els seus quadres a duet, i que Jan pintava els paisatges i Andries les figures de tots ells, però actualment es matisa la mencionada participació.
Es considera Jan Both com l'enllaç entre els pintors italians de paisatges classicistes i els seguidors holandesos que els imitaran, fins i tot sense haver viatjat mai a Itàlia. La influència de Both és clara en figures com Nicolaes Berchem, Adam Pynacker i Aelbert Cuyp. Encara que va morir jove, la seva producció va ser extensa, amb més de 300 quadres atribuïts a la seva mà. Els seus paisatges estan habitats per figures populars -camperols, artesans, viatgers-, representant una novetat respecte al paisatge clàssic italià, on abunden les figures bíbliques o mitològiques. La seva obra va contribuir a crear una imatge idíl·lica d'Itàlia al nord d'Europa, sobretot a Anglaterra, que va perdurar fins al segle xviii.
La faceta de Both com a gravador és notable, i en ella destaquen dues sèries de paisatges italianitzants: una en format horitzontal, i una altra de quatre imatges en vertical.

## Galeria

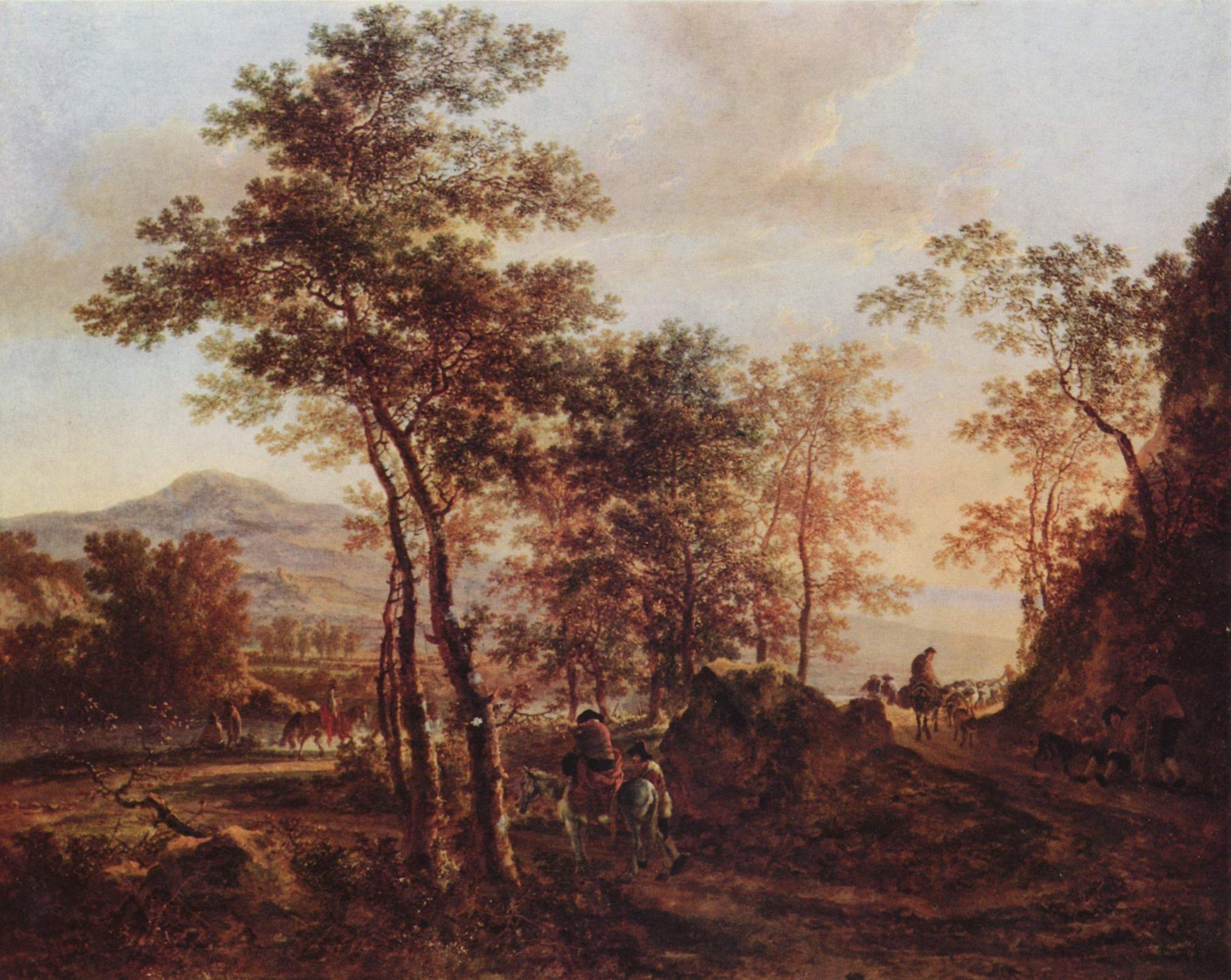
Paisatge al vespre
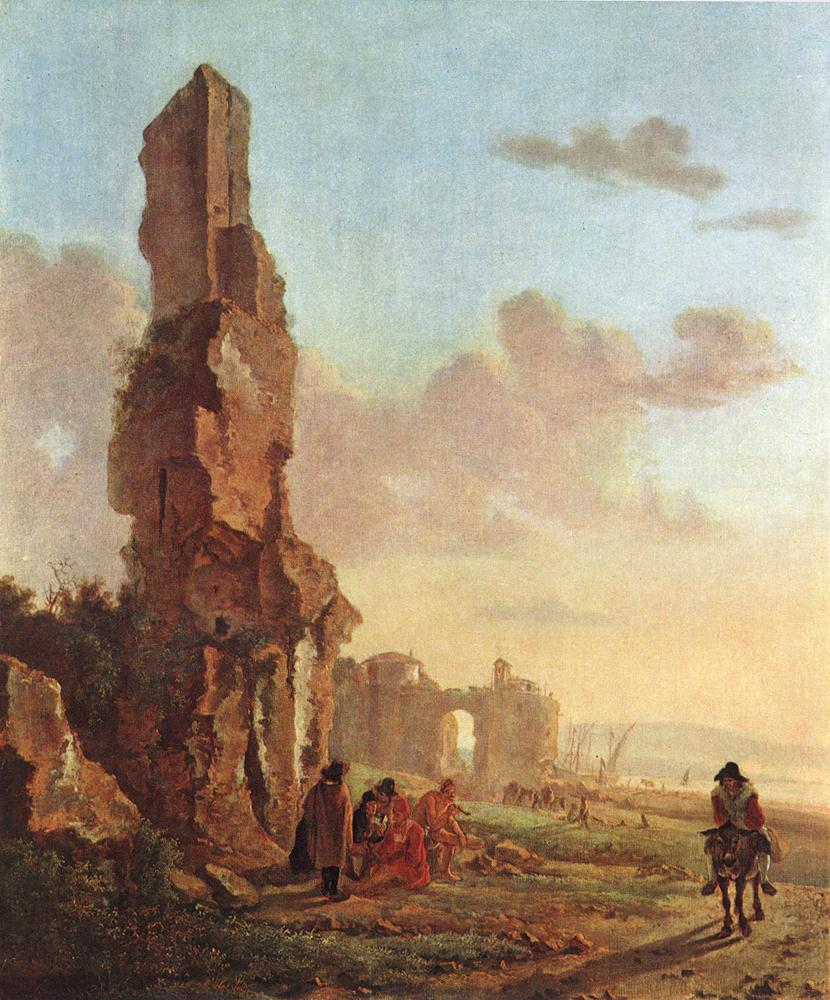
Ruïnes al mar
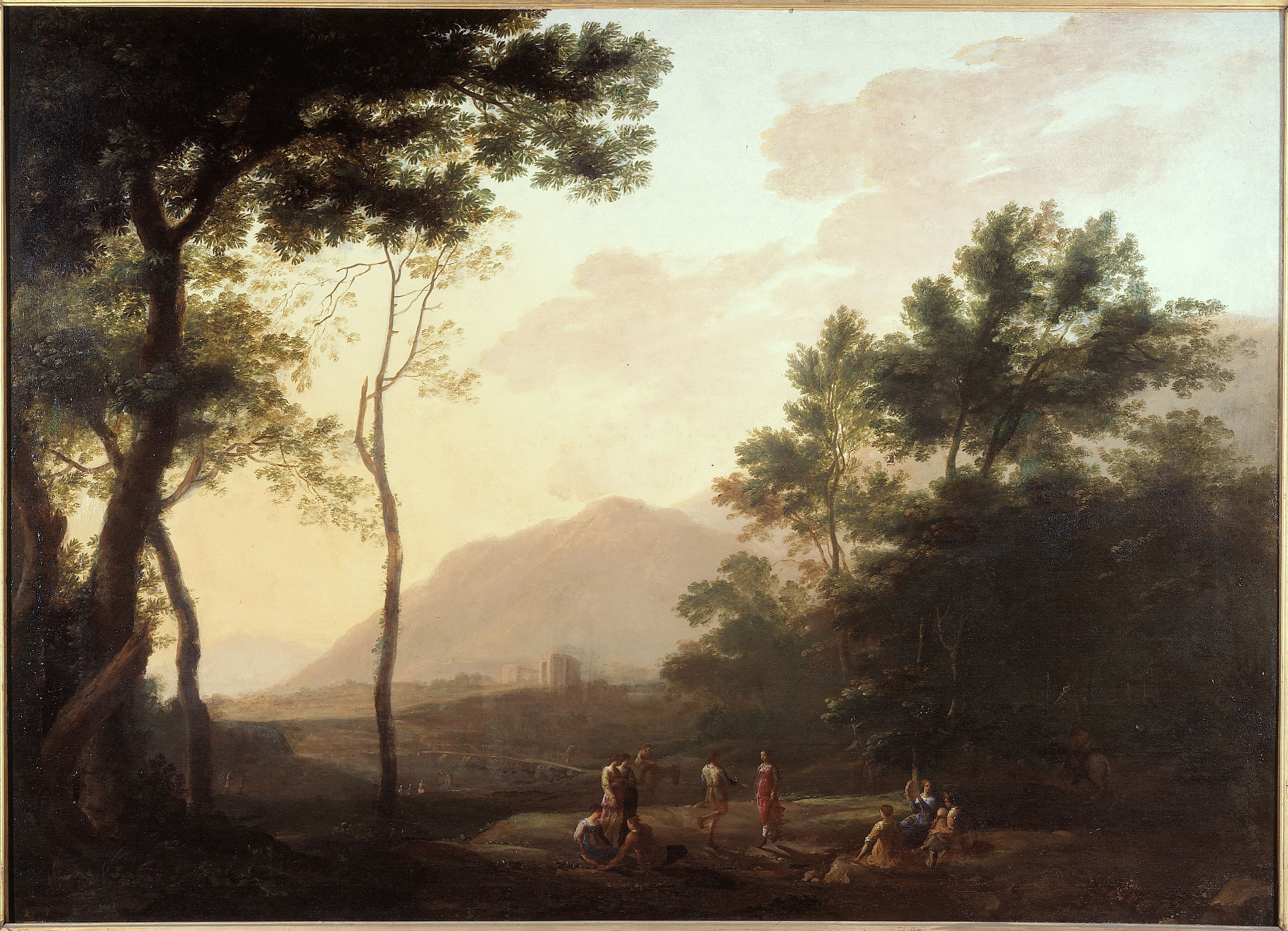
Ballarins en un paisatge
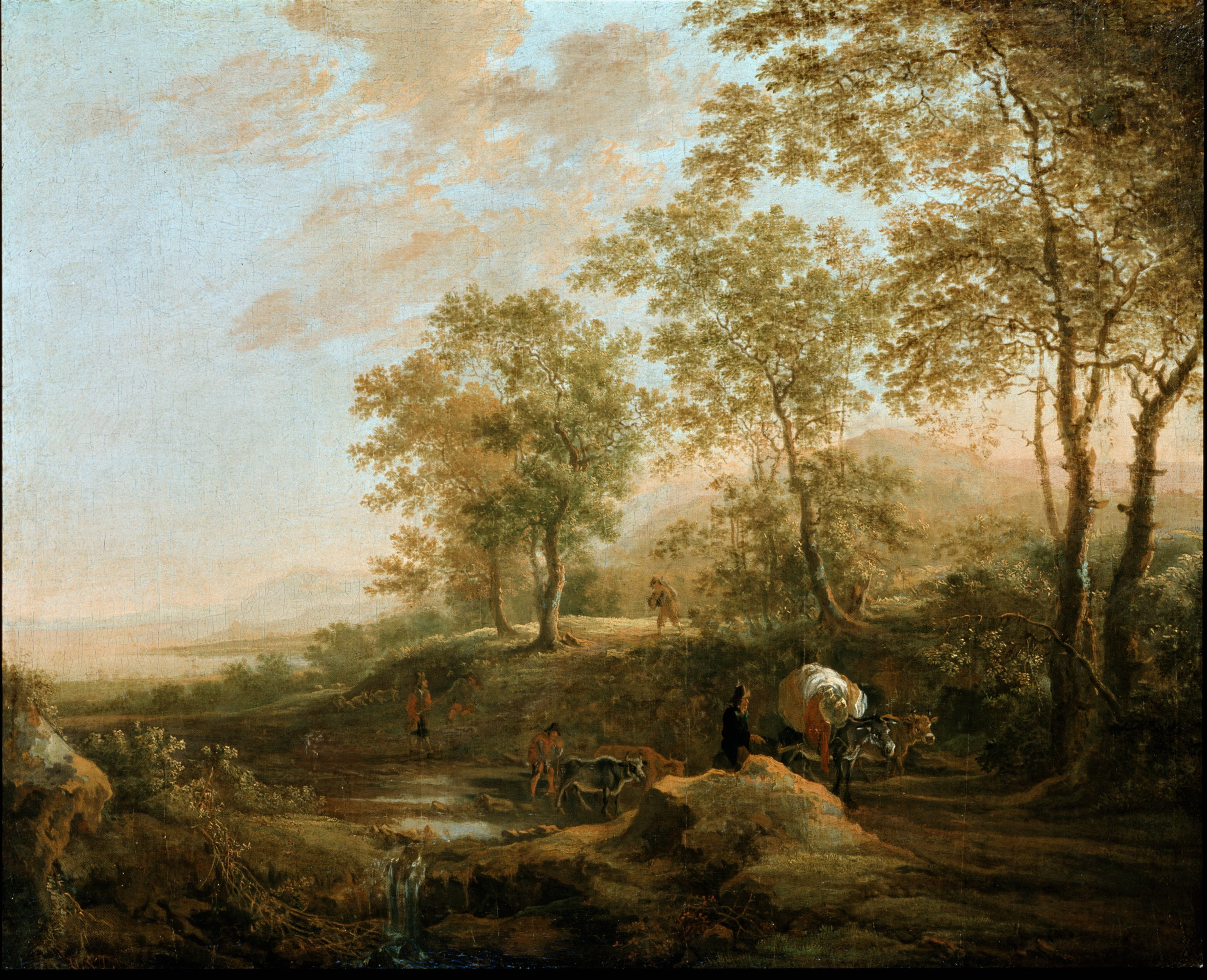
Vora d'un rierol